# Nova Vulgata
Die Nova Vulgata (auch: Neo-Vulgata) ist eine 1979 erstmals vollständig erschienene lateinische Bibel-Ausgabe für den Gebrauch in der römisch-katholischen Kirche; sie löste die Vulgata Clementina als offizielle Ausgabe ab, die insbesondere in liturgischen Kontexten verwendet werden muss und bei Übersetzungen in Volkssprachen beachtet werden soll.

## Entstehung und Publikation
Parallel zu der kritischen Ausgabe der Vulgata, die Pius X. 1907 angestoßen hatte (und die erst 1995 abgeschlossen wurde), und nach der Revision des lateinischen Textes des Buchs der Psalmen unter Pius XII., gab Paul VI. 1964 zunächst eine erneute Revision des Psalters und im Jahr darauf eine vollständige Neuausgabe der Vulgata in Auftrag. Diese sollte eine Neuübersetzung aus dem Hebräischen und Griechischen sein und vor allem für den liturgischen Gebrauch dienen. Bereits 1969 erschien die Neuausgabe des Psalters, 1970/71 die Bücher des Neuen Testaments, und ab 1974 weitere Bücher des Alten Testaments. Im Jahr 1979 schließlich wurde die gesamte Nova Vulgata in einem Band publiziert; für die zweite Auflage von 1986 wurde sie geringfügig überarbeitet, 1998 erschien ein unveränderter Nachdruck.
Johannes Paul II. promulgierte die Nova Vulgata mit der Apostolischen Konstitution Scriptuarum Thesaurus, in der er sie zur editio typica erklärte; er wiederholte darin auch den von Paul VI. formulierten Anspruch, die neue Ausgabe solle die Tradition mit den Erfordernissen der Textkritik in Einklang bringen.

## Text
Die Nova Vulgata ist keine kritische Edition der Vulgata des Hieronymus (oder einer anderen Fassung der Vulgata). Stattdessen handelt es sich um eine auf Basis kritischer Editionen und ausgewählter Handschriften erstellte Fassung der Vulgata. Die wichtigste Grundlage des Textes ist die Stuttgarter Vulgata von 1969; der Großteil des Bibeltextes wurde aus dieser Ausgabe übernommen, aber unter Berücksichtigung kritischer Ausgaben des hebräischen Alten Testamentes und des griechischen Neuen Testamentes an verschiedenen Stellen verändert. Dort, wo der Text der Stuttgarter Vulgata einen von diesen modernen Ausgaben abweichenden Sinn bot, wurde der lateinische Text den modernen Ausgaben angepasst.
Die Grundzüge der Texterstellung sind im Vorwort teilweise erläutert, wobei die zweite Auflage etwas ausführlicher ist als die erste. Allerdings ist für einzelne Passage oft unklar, wie der Obertext erstellt wurde. Neben der im Vorwort besonders hervorgehobenen Stuttgarter Vulgata scheinen sowohl die Vulgata Clementina als auch die Benediktinische Vulgata herangezogen worden zu sein. Das könnte damit zu erklären sein, dass der Text oft schon vor Erscheinen der Stuttgarter Ausgabe 1969 erstellt wurde. Für die deuterokanonischen Schriften ist wohl meist der Text der Clementina genutzt worden.
Für das Buch Tobit und das Buch Judit wurde der lateinische Text auf Basis von Handschriften der Vetus Latina (also nicht der Vulgata) neu erstellt.
Die Orthographie sowie die Form von Eigennamen wurde unabhängig von den Handschriften weitgehend, aber nicht vollständig vereinheitlicht. Die Reihenfolge der Bücher entspricht der Vulgata Clementina, die Einteilung in Kapitel und Verse folgt Stephanus.

## Verwendung
Die Nova Vulgata war vor allem für die Verwendung in Gottesdiensten in lateinischer Sprache geplant. Bis zu ihrer Promulgation waren solche Gottesdienste in Folge der Liturgiereform selten geworden. Allerdings wurden die Texte schon vorher in liturgische Schriften übernommen; die Psalmen in der 1972 erschienenen Liturgia Horarum folgen der Vulgata nova. Hingegen gibt es bis heute keine offizielle Ausgabe eines Lektionars für den lateinischen Gottesdienst auf Basis der Vulgata nova.
Bei neuen Übersetzungen der Bibel sollen Katholiken weiterhin die hebräischen bzw. griechischen Urtexte zugrunde legen (so die Enzyklika Divino afflante Spiritu), aber unter Berücksichtigung auch der Vulgata nova (so die Instruktion Liturgiam authenticam).
Der Text der Nova Vulgata wurde auch in mehrere Polyglotten und andere Bibelausgaben übernommen, darunter das Novum Testamentum latine von Kurt und Barbara Aland seit 1984. Der kritische Apparat dieser Ausgabe dokumentiert die Abweichungen zu elf anderen Ausgaben der Vulgata, darunter die Vulgata Sixtina, die Vulgata Clementina, die Oxforder sowie die Stuttgarter Vulgata.